# Pützerturm
Der Pützerturm ist ein Bauwerk in Darmstadt.

## Architektur und Geschichte
Der im Jahr 1905 nach Plänen von Friedrich Pützer geplante Beamtenwohnturm gilt heute als Symbol der Firma Merck.
Der Turm markiert weithin sichtbar den Haupteingang zum Werksgelände.

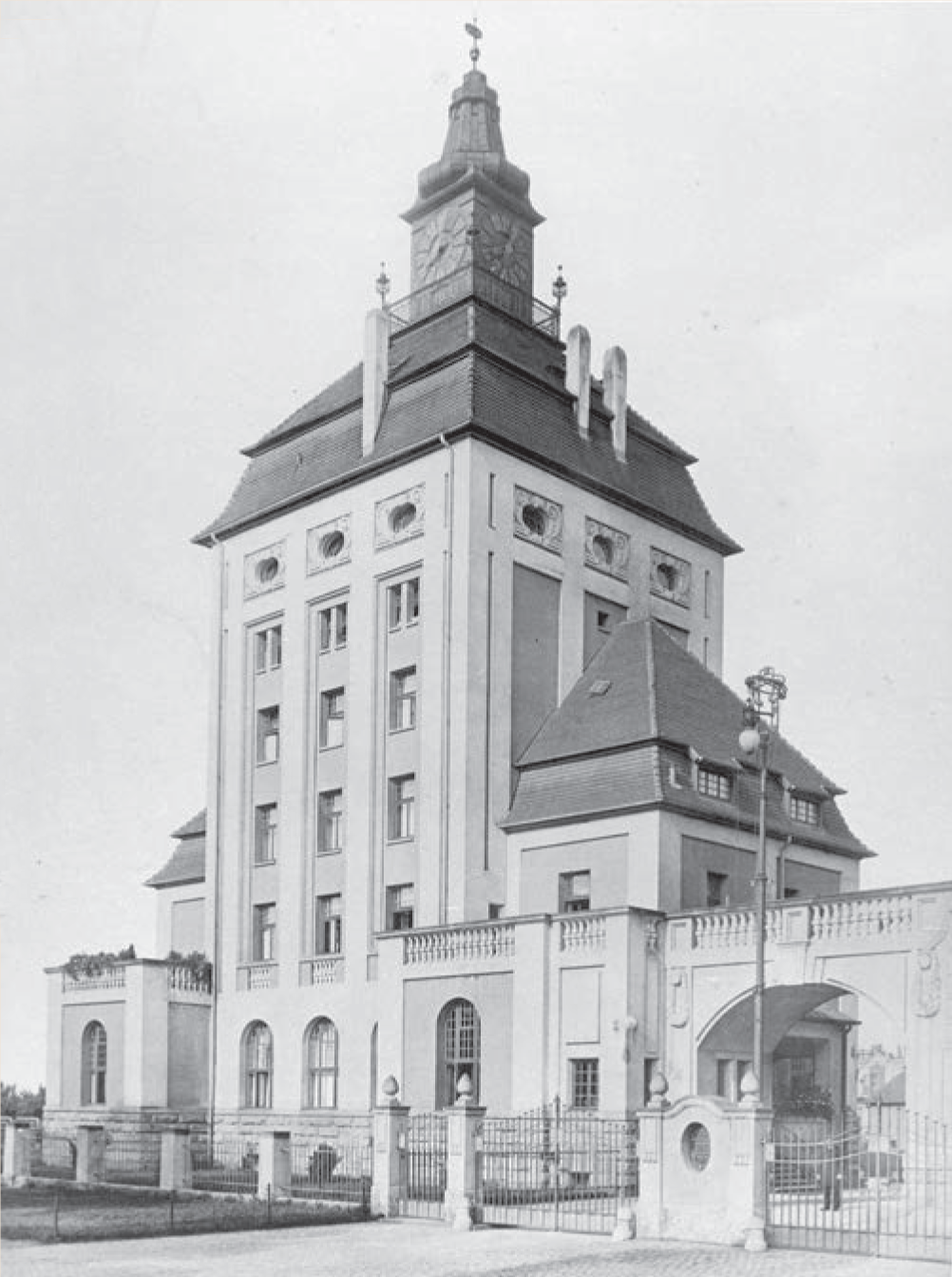
Pützerturm von der Frankfurter Straße aus gesehen, um 1910

In den 1900er Jahren übersiedelte die chemisch-pharmazeutische Fabrik vom Mercksplatz in der Darmstädter Innenstadt an den heutigen Standort.
Pützer plante den Turm, die Verwaltung, mehrere Laboratorien und eine Arbeitersiedlung für die Firma Merck.
Weitgehend im Originalzustand erhalten geblieben ist von Pützers Bauten nur noch der sechsgeschossige Turm mit seiner mächtigen Mansarddachhaube und dem Uhrtürmchen.
Das markante Bauwerk besteht aus Mauerwerk mit steilem ziegelgedecktem Mansarddach und einer verputzten Fassade.
Heute dient das Bauwerk nicht mehr als Wohnturm.

## Denkmalschutz
Aus architektonischen und ortsgeschichtlichen Gründen ist das markante Bauwerk ein Kulturdenkmal.